# DN58
DN58 este un drum național din România, aflat în județul Caraș-Severin și care leagă orașele Anina, Reșița și Caransebeș.